# Chlor(triethyl)silan
Chlor(triethyl)silan ist eine chemische Verbindung aus der Gruppe der siliciumorganischen Verbindungen.

## Gewinnung und Darstellung
Chlor(triethyl)silan kann aus Triethylsilan durch katalytische Chlorierung mit Hexachlorethan unter milden Bedingungen bei Raumtemperatur hergestellt werden:
{\displaystyle {\ce {(C2H5)3SiH->[\mathrm {C_{2}Cl_{6}} ][\mathrm {PdCl_{2},1~h,RT} ](C2H5)3SiCl}}}
Ein etwas anderer Syntheseweg ist die Übertragung des Chlorid-Liganden aus einem Chloralkan (n-Hexylchlorid, Neopentylchlorid, …, RCl) auf Triethylsilan in Gegenwart von Aluminiumchlorid als Katalysator unter Bildung des entsprechenden Alkans:
{\displaystyle {\ce {(C2H5)3SiH{}+RCl->[\mathrm {AlCl_{3}} ][](C2H5)3SiCl{}+RH}}}

## Eigenschaften
Chlor(triethyl)silan ist eine farblose Flüssigkeit mit stechendem Geruch und einem Brechungsindex von 1,43 (20 °C). Es zersetzt sich in Wasser, die wässrige Lösung reagiert stark sauer.

## Verwendung
Chlor(triethyl)silan wird bei organisch-chemischen Synthesen als Silylierungsmittel, d. h. zur Einführung einer Triethylsilyl-Gruppen in Moleküle verwendet. Dabei werden beispielsweise aus Alkoholen (ROH) die korrespondierenden Triethylsilylether hergestellt.
{\displaystyle {\ce {(C2H5)3SiCl + ROH -> (C2H5)3SiOR + HCl}}}
Chlor(triethyl)silan wird verwendet, um den Fluoridgehalt in Zahnpasten  zu bestimmen. Dazu wird das Fluorid zu Triethyl(fluor)silan umgewandelt und gleichzeitig mit Xylol extrahiert. Die Bestimmung erfolgt danach mittels Gaschromatographie.

## Sicherheitshinweise
Die Dämpfe von Chlortriethylsilan können mit Luft ein explosionsfähiges Gemisch (Flammpunkt 30 °C) bilden.